# Robert Lloyd Praeger
Robert Lloyd Praeger (25 de agosto de 1865 - 5 de mayo de 1953) fue un naturalista e historiador irlandés.
Con una familia de Unitarios, nace en Holywood, County Down, y se educa, primero en la escuela del Rev. McAlister, u luego en la cercana "Sullivan Grammar School".Trabaja en la Biblioteca Nacional de Irlanda de 1893 a 1923.
Cofunda y edita El naturalista irlandés, y publica sobre flora y geografía de Irlanda.
En 1905 organiza la "Lambay Survey", y de 1909 a 1922, la más completa "Clare Island Survey".
Fue un ingeniero por calificación, un bibliotecario de profesión y naturalista por inclinación.
Fue primer Presidente de An Taisce, y del Irish Mountaineering Club,  en 1948, y sirvió de Presidente de la Royal Irish Academy. Su hermana menor Rosamond Praeger fue una escultora y artista botánica.
Está sepultado en el "Cementerio de Deansgrange", Dublín con su mujer Hedwig.

## Publicaciones
- Praeger, R.Ll. Irish Topographical Botany (ITB), Proceedings of the Royal Irish Academy, Vol. 23, 3ª series, Vol. 7
- Praeger, R.Ll. 1893. The Flora of County Armagh. Ir Nat.: II
- Praeger, R.Ll. et al. 1902. The exploration of the caves of Kesh, Co. Sligo. Trans. R. Ir. Acad., 32B: 171 - 214
- Praeger, R.Ll. 1902. Gleanings in Irish Topographical Botany. Proc. Roy. Irish Academy, 24B: 61- 94
- Praeger, R.Ll. 1901 Irish Topographical Botany: Supplement 1901 - 1905. Proc. Roy. Irish Academy, 26B: 13 - 45
- Praeger, R.Ll. 1929. Report on recent additions to the Irish fauna and flora (Phanerogramia). Proc. Roy. Irish Academy 39B: 57 - 78
- Praeger, R.Ll. 1932. Some noteworthy plants found in or reported from Ireland. Proc. Roy. Irish Academy. 41B: 95 - 24
- Praeger, R.Ll. 1934a. The Botanist in Ireland. Dublín
- Praeger, R.Ll. 1934b. A contribution to the flora of Ireland. Proc. Roy. Irish Academy. 42B: 55 - 86
- Praeger, R.Ll. 1937 The Way That I Went, An Irishman in Ireland, Allen Figgis, Dublín 1980, ISBN O 900372 93
- Praeger, R.Ll. 1939. A further contribution to the flora of Ieland. Proc. Roy. Irish Academy. 45B: 231 - 254
- Praeger, R.Ll. 1946 Additions to the knowledge of the Irish Flora, 1939- 1945. Proc. Roy. Irish Academy. 51B: 27 - 51
- Praeger, R.Ll. 1951. Hybrids in the Irish flora: a tentative list. Proc. Roy. Irish Academy. 54B: 1 - 14
- Praeger, R.Ll. 1949. Some Irish Naturalists, a Biographical Note-book. Dundalk

## Otras lecturas
- Lysaght, S. Robert Lloyd Praeger – The Life of a Naturalist, 1865-1953, Four Courts Press 1998; ISBN 1-85182-422-7.
- Collins, T. 2006. The Clare Island Survey of 1909 - 1911: a multidisciplinary success. Occ. Publ. Ir. biogeog.Soc. No.9:155 - 165
- Blaney, R. The Praeger Family of Holywood.  FAMILIA: Ulster Genealogical Review .No.15:91-100. 1999

- Datos: Q3776786
- Multimedia: Robert Lloyd Praeger / Q3776786
- Especies: Robert Lloyd Praeger

1. ↑  Todos los géneros y especies descritos por este autor en IPNI.